# 平野寿将
平野 寿将（ひらの ひさま、1960年2月24日 - ）は、日本の料理家。
レストラン「ヒサマズキッチン」のオーナー。料理教室「寿将塾」主宰。食品開発アドバイザー。コンサルタント会社「ヒサマプロジェクト」社長。広島県在住。

## 来歴・人物
愛媛県松山市出身。獣医師の父と茶道・華道師範の母の子として、何不自由ない少年時代を過ごしていたが中学・高校は不良だった。料理人を志すようになり香川県高松市の調理学校を経て、京都の料亭「萬重（まんしげ）」で修業。
25歳の時に地元の松山で懐石料理店「食楽平野」を開店。その後コンビニ弁当の仕出し会社を経営し、社員100人を超えるまでに成長させたが、事業に失敗して五億円の債務を抱えて倒産。自分だけでなく両親にも借金の肩代わりをさせる形になり、身体ひとつ一文無しで東京へ上京した。
1990年に上京後、出張料理人となり鎌倉で一日一組の店「平野」開店。その客として知り合ったプロボクサー・鬼塚勝也の専属料理人を経て、1998年に池袋で「屋台村」をプロデュースしてブームとなり大成功を収めた。その後、「KAISEKI寿将」を開店してテレビ番組の料理監修・料理プロデュースをするうち、自らもテレビ出演をするようになった。
現在は「一匹狼の料理人」として飲食店のメニュー開発やプロデュース・食品メーカーの駅弁など商品開発の他、有機野菜と果物の農園「ヒサマ・ファーム」を展開。その他テレビ出演、雑誌、CM、講演など多方面で活躍中。

## 出演番組

### テレビ出演
- oh!エルくらぶ(テレビ朝日1994年～1996年、愛のOH料理道場)
- 踊る!さんま御殿!!（日本テレビ）
- ガチンコ!（TBS）
- ベストタイム（TBS）
- VivaVivaV6（フジテレビ）
- ライオンのごきげんよう（フジテレビ）
- スーパーJチャンネル（テレビ朝日）
- みみよりライブ 5up!（広島ホームテレビ、2018年4月9日 - ）平野寿将のお助け料理塾

他多数

### ラジオ番組
- 大沢悠里のゆうゆうワイド（TBSラジオ、 - 2016年4月8日）
- サタデー大人天国! 宮川賢のパカパカ行進曲!!（TBSラジオ）

## 書籍
- 平野寿将の洒落て肴（1995年）
- 平野寿将の洒落て肴―簡単に作れるおつまみ54品（1995年9月）
- きれいになる和食（1995年11月）
- うまいっ!和風おかず125選―ごはんがうまいっ!お酒がうまいっ! （1998年3月）
- うまいっ!和風おかず（2000年10月）
- 平野寿将 大地に向かってごちそうさま（2000年10月）
- 愛媛発 寿将流新ふるさと料理（2001年10月）
- 今晩のおかずに悩んだら・お助け料理人平野寿将が行く! （2001年10月）
- ベストタイム 参上!お助け料理人 平野寿将の目からウロコのアイディア料理（2002年3月）
- 参上!お助け料理人 平野寿将の愛とひらめきのウラ技料理（2002年11月）
- まずは、めし。（2003年6月）
- ベストタイム 参上!お助け料理人平野寿将の夜明けレシピ 完結編（2003年9月）
- やっぱり、たれ。（2003年11月）
- これが、弁当。（2004年2月）
- いつでも、鍋。（2004年11月）
- 平野寿将 『「旬」を食う!』（2005年3月）
- 平野寿将流やさしい和ごはん―夫も子どもも喜ぶ（2005年9月）
- あれこれ、惣菜。（2005年11月）
- 平野寿将流 男のビストロおつまみ（2009年6月）

## 映画
- 包丁無宿（1997年） - 料理監修[2]